# Sailor (album)
| Recensione              | Giudizio    |
| ----------------------- | ----------- |
| AllMusic                | [ 1 ]       |
| Sputnikmusic            | 3.4 (Great) |
| Piero Scaruffi          | [ 3 ]       |
| Dizionario del Pop-Rock | [ 4 ]       |
| 24.000 dischi           | [ 5 ]       |

Sailor è il secondo album della Steve Miller Band, pubblicato dalla Capitol Records nell'ottobre del 1968.
L'album raggiunse la ventiquattresima posizione della classifica Billboard 200.

## Tracce
Lato A
1. Song for Our Ancestors – 5:57 (Steve Miller)
2. Dear Mary – 3:35 (Steve Miller)
3. My Friend – 3:30 (Boz Scaggs, Tim Davis)
4. Living in the U.S.A. – 4:03 (Steve Miller)

Lato B
1. Quicksilver Girl – 2:40 (Steve Miller)
2. Lucky Man – 3:08 (Jimmy Peterman)
3. Gangster of Love – 1:24 (John Watson)
4. You're so Fine – 2:51 (Jimmy Reed)
5. Overdrive – 3:54 (Boz Scaggs)
6. Dime-A-Dance Romance – 3:26 (Boz Scaggs)

## Musicisti
- Steve Miller - chitarra, armonica, voce solista
- Boz Scaggs - chitarra, accompagnamento vocale
- Boz Scaggs - voce solista (brani: Overdrive e Dime-A-Dance Romance)
- Jim Peterman - tastiere, accompagnamento vocale
- Jim Peterman - voce solista (brano: Lucky Man)
- Lonnie Turner - basso, accompagnamento vocale
- Tim Davis - batteria, accompagnamento vocale
- Tim Davis - voce solista (brano: My Friend)

Note aggiuntive
- Steve Miller Band e Glyn Johns - produttori
- Registrato al Wally Heider Studios di Los Angeles, California (Stati Uniti)
- Glyn Johns - ingegnere delle registrazioni
- Thomas Weir - fotografia[9]